# Исчезнувшие населённые пункты Вологодской области
Исчезнувшие населённые пункты Вологодской области — перечень прекративших существование населённых пунктов на территории современной Вологодской области.
В силу разных причин они были покинуты жителями, или включены в состав других населённых пунктов.
- 1 февраля 2000 года Постановлением Губернатора Вологодской области от 1 февраля 2000 года N 67 «Об исключении из учётных данных населённых пунктов Никольского муниципального района»[1]упразднены: починки Дворищенский, Петропавловский, деревни Кресты, Ленино, Скородумово, Крутиха, Павлово, Олово, Аридово, Пенома, Дубровка, Мочальник, Косая, Маслово, Горка, Ведениха, Елшинская.
- 18 января 2001 года упразднены деревни: Высоково, Лубягино, Мериново (Юрьевская), Малое Есиплево, Терехино, Лучкино, Ивачевская Горка, Володино, Солотное, Иванниково, Ивонино, Шиловка, Шулепово, Берсенево, Корчагино, Облупинский Починок, Становица, Большое Крыловское, Осиево, Самойлов Починок, Тихоново, Зиновково, Ивановское[2]
- В мае 2001 года деревня Погост Никольский присоединена к деревне Никифоровская[3].
- 6 июня 2001 были упразднены и объединены во вновь образованные населённые пункты[4][5]:
  - деревни Железная Горка, Мегорский Погост и Ушакова — в село Мегра Мегорского сельсовета;
  - деревни Марковская, Алексеевская, Васюковская, Дудниковская, Захарьевская, Иевлевская-2, Лукинская, Люговская, Мининская и Павловская — в село Коштуги Коштугского сельсовета;
  - деревни Антоновская, Никоновская, Павловская, Федьковская и Якушевская — в деревню Сяргозеро Коштугского сельсовета;
  - деревни Пустошь-Манойловская, Пустошь-Якушевская и Чикова Гора — в деревню Пустошь Коштугского сельсовета;
  - деревни Анхимовская, Горка, Ефстифеевская и Тарасьевская — в деревню Верхняя Водлица Оштинского сельсовета;
  - деревни Даниловская, Никитинская, Патракеевская и Перхинская — в деревню Нижняя Водлица Оштинского сельсовета.
- 20 апреля 2020 года упразднены: деревня Зиновка[6], Шевелево[7], Анисимово, Бердяйка, Верховье, Власово, Головинское, Ежово, Казаркино, Кромино, Новгородово, Пирожково, Починок, Рындино, Савино, Ушаково, Филино (Сидоровского муниципального образования), Посадниково (Ростиловского муниципального образования), Феклица (Юровского муниципального образования)[8], Игмас[9], Запольная, Левково, Новая Дуброва, Пригорово, Семейные Ложки, Струбиха, Черемисские[10].
- 17 декабря 2001 года постановлением Губернатора Вологодской области от 17.12.2001 № 1136 упразднены деревни: Аверково и Быльник Междуреченского района, Каменка, Палагино Лобовского сельсовета Никольского района, Никулино и Павловская Слободского сельсовета Харовского района.
- 27 апреля 2020 года упразднены: деревни Подол[11], Верхнее Ворово, Горбуновская, Мелехино, Монастырь, Остапенец, Павлово, Харюзовская[12],
- 2 мая 2020 года упразднены деревни Березовец и Выползово[13][14].
- 18 мая 2020 года упразднена деревня Жихнево[15],
- 20 мая 2020 года упразднены деревни Круглыши, Погорелка[16],
- В июне 2020 года упразднены деревни Гарёвка, Лечино, Мишино, Усть-Пажье (все трое Саминского сельсовета), Фомушино[17]
- 13 июля 2020 года упразднены: починок Зырянский, посёлок Лесная Роща, деревни Повечёрная Тарасовы Лога, Засека, Лом, Мальцево, Синицыно[18].
- 27 июля 2020 года упразднены: деревни Шаркино, Машковская и Ракульское, Минин Дор, Павликов Дор, Плесо, Бакланиха, Васильевская, Заборье, Серебрянка, посёлок Минин Дор, починок Новый[19]
- В августе 2020 года упразднены деревни Антоново, Дьяково, Княжево, Лысово, Саматово[20]
- В сентябре 2020 года упразднены деревни Пестериха, Третница, Шипуново, Красново, Самылиха[21]
- В ноябре 2020 года упразднены деревни Бобровское, Бобынино, Грифониха, Дедово, Исаково, Карпунино, Кленово, Ковыриха, Кожевниково, Лужино, Максимовская, Малаховское, Матвеево, Нагорное, Олешково, Самоново, Терехово, Хабариха, Чикайлово, Шевцово, Карьер, Копытово, Кромино, Остров и Ярцево[22], а также Бережок, Веретея, Заломье, Малышево, Бабиковская, Выборково, Еловцево, Замошье, Заовражье, Заречье, Кисляково, Короваиха, Лаушинская, Мыс (Богородского сельского поселения), Хариковская, Хорошевская, хутор Игрово, посёлок Кордон[23]
- В декабре 2020 года упразднены деревни Поповское, Виноградово, Александрово, Алексеевское, Билибино, Гульево, Кулиги, Пантелеево, Рудино, село Погост Еленга[24]
- 15 февраля 2021 года упразднены деревни: Дор, Исаково, Михалево, Погорелка, Попково, Степановская, Устиново, Великодворская, Мелехов Починок, Горлово, Новое, Тишино, Малое Старыгино[25].
- В марте 2021 года упразднены деревни: Богтюгское, Вакориха, Высокуша, Золотово, Пардеево[26].
- В апреле 2021 года упразднены деревни: Аксёновская и Пигасовская[27]
- В мае 2021 года упразднены деревни Левшуково и Першино[28]
- В июле 2021 года упразднены деревни Мурганы, Усово, Хаменниково, Шушково (все три Кубенского сельского поселения)[29].
- 1 декабря 2021 года были упразднены посёлок Заготскот и деревни Бабаево, Высоково, Колпино Володинского сельсовета — все они были включены в черту города Бабаево[30].
- В январе 2022 года упразднена деревня Крохино (Ростиловского муниципального образования)[31]
- 10 января 2022 года упразднены Крюково, Никола, Чистюнино (Сидоровского муниципального образования), Ершиха Кубенского сельсовета, Баданки[32], Вороново[33]
- 17 января 2022 упразднены Данилово и Прокунино (Перцевского муниципального образования)[34]
- 24 января 2022 года упразднены хутор Демешево и деревня Елино[35]
- 11 апреля 2022 года упразднена деревня Шилово[36], в состав села Тарногский Городок были включены упразднённые деревни Демидовская, Николаевская и Тимошинская[37]
- 11 июля 2022 года упразднены деревни Средняя Горка[38]
- В сентябре 2022 года упразднены деревни Клепиково и Ковырново Анохинского сельсовета (бывшее Сидоровское сельское поселение)[39]
- 25 июля 2022 года упразднены деревни Лукьяновская и Осник[40]
- 21 августа 2023 года в состав села Красное были включены упразднённые деревни Горяевская, Струково и Фатьяново[41]
- 4 сентября 2023 года в состав посёлка Непотягово была включена упразднённая деревня Кудрино, в состав деревни Фофанцево — деревня Муравьево, в состав посёлка Дубровское — деревня Обухово, в состав села Марьинское — деревня Поповка, в состав посёлка Ермаково — деревня Прокунино[42]
- 2 октября 2023 года в состав деревни Погребное была включена упразднённая деревня Билино[43]
- В 2025 года упразднены:
  - в январе: Данилиха, Исаково, Шпилиха[44].
  - в феврале Вепрево[45].
  - в мае : Горка Деряжница, Ерихино[46].